# Gaceta del Sur
Gaceta del Sur fue un periódico español editado en Sevilla entre 1917 y 1919.

## Historia
Su primer número salió a la calle el 13 de octubre de 1917. El diario, nacido durante la Primera Guerra Mundial bajo el patrocinio de la embajada alemana, llegó a mantener una línea editorial germanófila. La Gaceta del Sur tuvo buena acogida entre los germanófilos sevillanos. A partir del 22 de julio de 1918 pasó a editarse como una publicación quincenal. En 1919 cambiaría su nombre a El Pensamiento Andaluz, convirtiéndose en un periódico tradicionalista.
Inicialmente estuvo bajo la dirección y propiedad de Marcial Moñes Morales, pasando posteriormente (en 1919) a manos de Constantino del Bando. Entre los redactores de la publicación estuvieron el militar Eduardo Valera Valverde —que también sería director— o el periodista Marcelino Durán de Velilla.